# Rob Rooken
Rob Rooken é um político holandês que está servindo como membro do Parlamento Europeu para o partido político Fórum para a Democracia.